# Henryk Landsberg

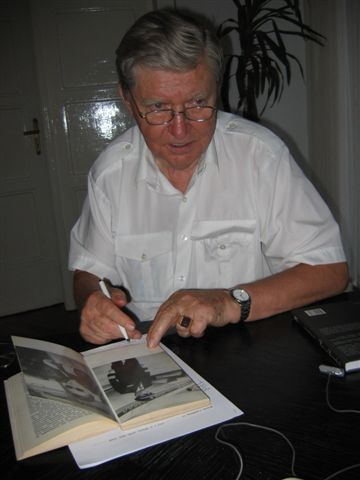
Henryk Landsberg, Warszawa (2006)

Henryk Stanisław Landsberg, Henry S. Landsberg, ur. 18 stycznia 1932 w Wilnie) – polski pilot, kapitan lotnictwa cywilnego.

## Życiorys
Syn lekarza Stanisława Landsberga (zamordowanego w Katyniu) i Tekli Huzik. Uczył się w szkole o. Jezuitów przy kościele św. Kazimierza w Wilnie.
W czasie II wojny światowej wywieziony przez Rosjan razem z matką (w 1941 r.) z Nowej Wilejki. Matka trafiła do Kazachstanu, syn – w okolice Nowosybirska. W obozie pionierskim spędził 3 lata, kiedy to, na mocy porozumienia Winstona Churchilla z Józefem Stalinem zwolniono stamtąd Polaków. Powrócił do Wilna w 1944 r.
Po wysiedleniu Polaków z Wilna w 1945 r. zamieszkał w Łodzi, gdzie skończył liceum ogólnokształcące. Za działalność antykomunistyczną był zagrożony aresztowaniem. Przez Szczecin i Berlin (Misja Amerykańska) wyjechał do Neapolu a następnie statkiem do Australii, gdzie mieszka od 1949 r.
Ukończył ekonomię na Uniwersytecie w Adelaide, następnie był studentem tamtejszej Akademii Lotniczej (gdzie otrzymał licencję pilota zawodowego – "Commercial Pilot Licence"). Od 1956 r. posiada obywatelstwo australijskie. Pracował jako "bush-pilot", rozwożąc pocztę samolotami w Queensland, później – jako pilot "latającego chirurga", samolotu z załogą lekarską (1959–1961). Podczas tej pracy zdał egzaminy dające mu licencję "Airport Transport Pilot Licence". Od 1963 r. w Melbourne, pilot linii lotniczych ANSETT. Przez pewien okres (1965–1967) oddelegowany do obsługi turystycznej oddziału linii w Alice Springs. Pierwszy raz po wojnie przyjechał do Polski na początku lat 70.
Jako pilot latał na samolotach DC 4, Corvair, DC 6, Fokker Friedship, Lockheed Elektra, Britannia, DC9, Boeing 727, DC 10, Boeing 747. Był jedynym po wojnie polskim Pierwszym Oficerem i Kapitanem na lotniczych liniach australijskich. Był także instruktorem szkoleniowym załóg latających.
Od stycznia 1992 r. na emeryturze.
Jego sylwetkę opisał Olgierd Budrewicz w książce pt.: Wśród polskich kangurów (Wydawnictwo Interpress, Warszawa 1982, str. 149-161, ISBN 83-223-2030-2).
Mieszka w Melbourne w Australii.